# Фенілефрин
Фенілефрин — синтетичний лікарський засіб, симпатоміметичний амін, який діє переважно шляхом прямого впливу на α1-адренергічні рецептори.
Використовують для: тимчасового полегшення закладеності носа, пов'язаної з алергією верхніх дихальних шляхів (наприклад, сінна лихоманка) або звичайною застудою як деконгестантний засіб, розширення зіниць, для лікування гіпотензії (агоніст альфа-адренергічних рецепторів) після наркозу, для полегшення симптомів геморою. Фенілефрин можна приймати всередину, у вигляді назального спрею, вводити у вену чи м'яз або наносити на шкіру.
Фенілефрин був запатентований у 1927 році та увійшов у медичне використання в 1938 році. Він доступний як загальний препарат. На відміну від псевдоефедрину, зловживання фенілефрином є дуже рідкісним явищем.

## Медичне використання

### Протинабряковий засіб
Фенілефрин використовується як протинабряковий засіб, який продається як пероральний препарат або як назальний спрей.
Фенілефрин використовується як альтернатива псевдоефедрину як протинабряковий засіб, доступність якого була обмежена через можливість використання в незаконному синтезі метамфетаміну.

### Розширення зіниці
Фенілефрин використовується як очні краплі для розширення зіниць, щоб полегшити візуалізацію сітківки. Його часто використовують у комбінації з тропікамідом як синергіст, коли одного тропікаміду недостатньо.

### Внутрішньоочна кровотеча
Фенілефрин використовувався як ін'єкція в передню камеру ока для зупинки внутрішньоочної кровотечі, що виникає під час операції з видалення катаракти та глаукоми.

### Вазопресорний ефект
Фенілефрин зазвичай використовується як вазопресор для підвищення артеріального тиску у нестабільних пацієнтів із гіпотензією, особливо такою, котра виникла внаслідок септичного шоку. Таке використання поширене в анестезіологічній або реаніматологічній практиці; це особливо корисно для протидії гіпотензивному ефекту епідуральних і субарахноїдальних анестетиків, а також судинорозширювального ефекту бактеріальних токсинів і запальної реакції при сепсисі та синдромі системної запальної відповіді.

## Синоніми
Fenilefrina, Phenylephrine,Phenylephrinum
4-way, Advil Congestion Relief, Advil Sinus Congestion and Pain, Ala-hist PE, Allerest PE, Benadryl-D Allergy and Sinus, Biorphen, Cyclomydril, Dayquil Sinex, Deconex, Despec Reformulated Jun 2008, Dimetapp Nighttime Cold & Congestion, Diphen, Entex Lq, Gilphex, Histex Ac, Immphentiv, Little Noses Decongestant, M-end PE, Mucinex Stuffy Nose & Cold, Mydcombi, Mydfrin, Nasopen PE, Neo-synephrine, Omidria, Poly Hist Forte Reformulated Nov 2013, Preparation H Cooling Gel, Preparation H Cream, Preparation H Reformulated Jun 2013, Refenesen PE, Rescon-GG, Rymed-D, Soframycin, Sudafed PE, Sudafed PE Children's Cold & Cough, Sudafed PE Children's Nasal Decongestant, Sudafed PE Head Congestion Plus Pain, Sudafed PE Sinus Headache, Sudo-tab, Sudogest PE, Triaminic Day Time Cold & Cough, Triaminic Night Time Cold & Cough, Vazculep, Wal-profen Congestion Relief and Pain
Мезатон